# Szamár (Shrek)
Szamár a Shrek (eredeti címe ugyanez) William Steig 1990-es tündérmeséjének, valamint a belőle készült animációs film egyik főszereplője, egy beszélő házi szamár. Eredeti hangját Eddie Murphy adta, a magyar szinkronban Kerekes József.
Szamár élvezi az éneklő és tétlen fecsegést – általában mindenki más bosszúságára. Édes szájú állat: szereti a süteményeket és egyéb édességeket. Az édességek szeretete meglátszik  a 3. részben a gyerekeinek adott neveken: 3 fia Bananas, Peanut (amerikai mogyoró) és 2 lánya Coco (kókuszdió) és Debbie.

## Szerepe a Shrek-ben
Mint egy szárnysegéd tevékenykedik a részben. Véletlen folytán találkozik Shrekkel az ogréval, amikor éppen el akarja adni az akkori gazdája, de szerencsésen megmenekül. Szamár a filmben végigkíséri a főhőst a történet folyamán. Idegesítő, de szerethető karakter, aki az ügyetlenségével és együgyűségével teszi magát szerethetővé a néző és Shrek szemében. A film végére Shrekkel legjobb barátok lesznek.